# Gentiana urnula
Gentiana urnula är en gentianaväxtart som beskrevs av H. Smith. Gentiana urnula ingår i släktet gentianor, och familjen gentianaväxter. Inga underarter finns listade i Catalogue of Life.